# グラディアヴェルク

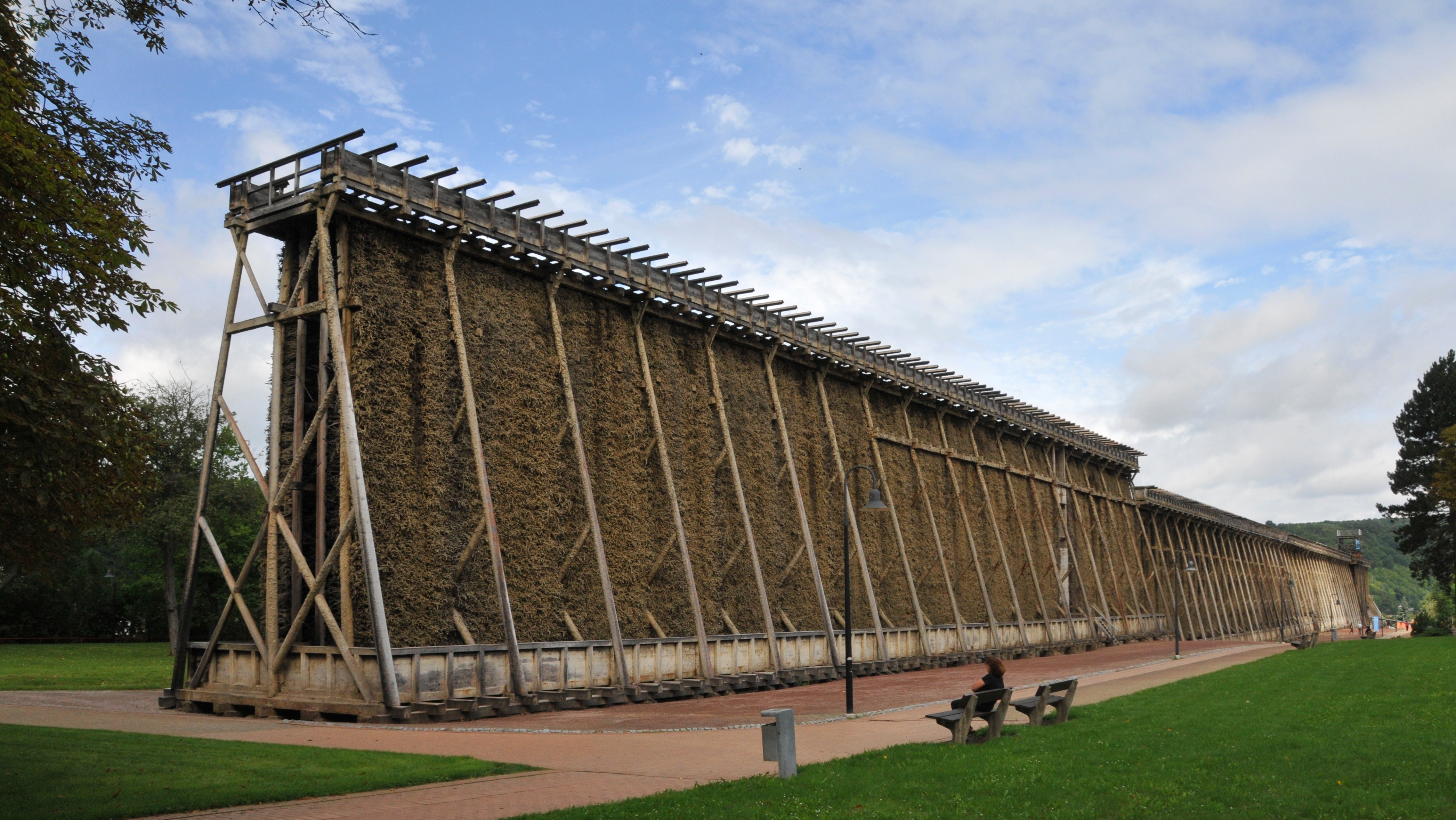
ドイツ、バート・ケーゼン

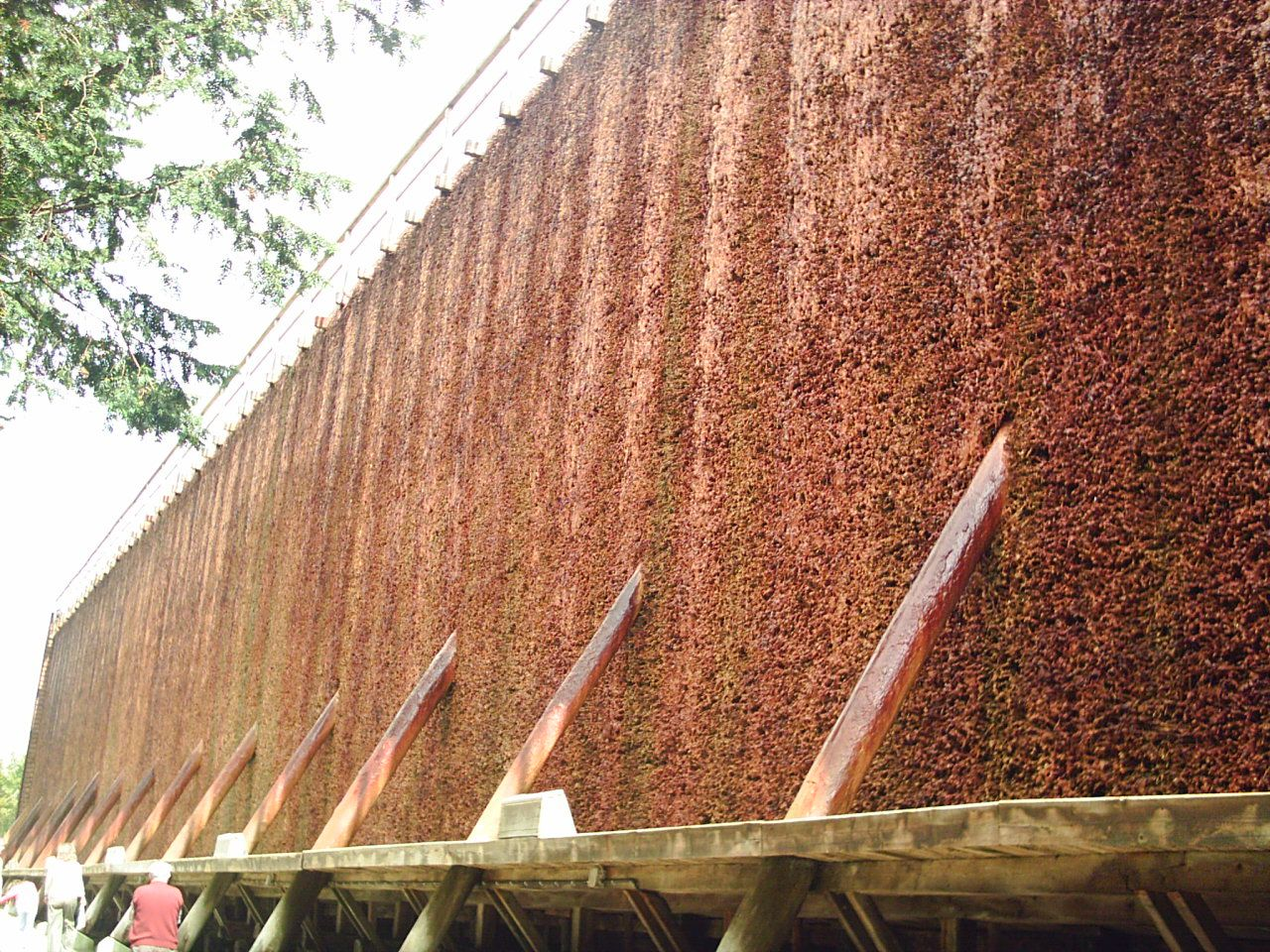
ドイツ、バート・ザルツウフレン

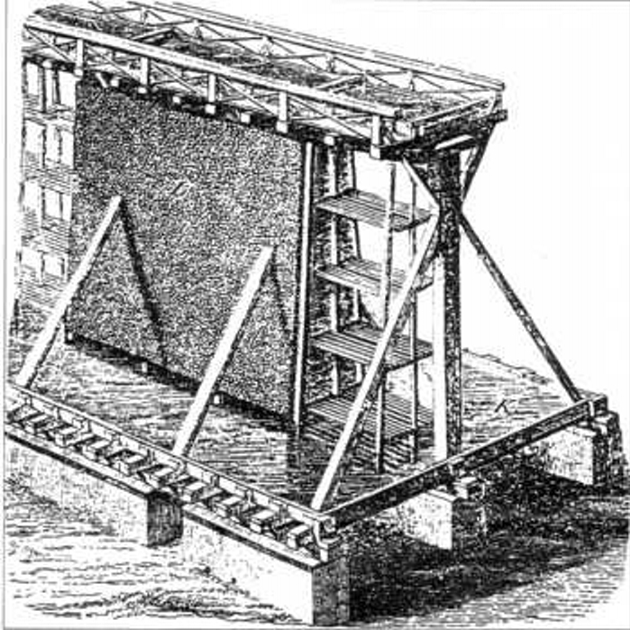
18世紀の概略図

グラディアヴェルク（ドイツ語: Gradierwerk、もしくは Leckwerk）は、塩を含んだ温泉などの塩水からミネラル塩の濃度を下げ、水を蒸発によって飛ばし塩を製造する施設である。
この施設は、壁のような木製の枠と枝（一般的にスピノサスモモ）の束からなる。この枝は、時が経つとともにミネラル塩に覆われるため5-10年毎に交換する。ミネラルは枝にとどまり、塩分が濃くなった塩水（鹹水）は下に溜まる。そして塩釜で最後の水分を飛ばして製塩する。
また、この施設周辺はミネラルを含んだ潮風と同様に健康に良いとされ、観光客が健康目的で訪問する。クアパークと呼ばれる湯治施設が併設されることがある。

## 一覧
主に、ドイツ、ポーランド、オーストリアに見られる。16世紀にバート・キッシンゲンで作られ、ドイツ式重商主義のもと広く建設された。

## ギャラリー

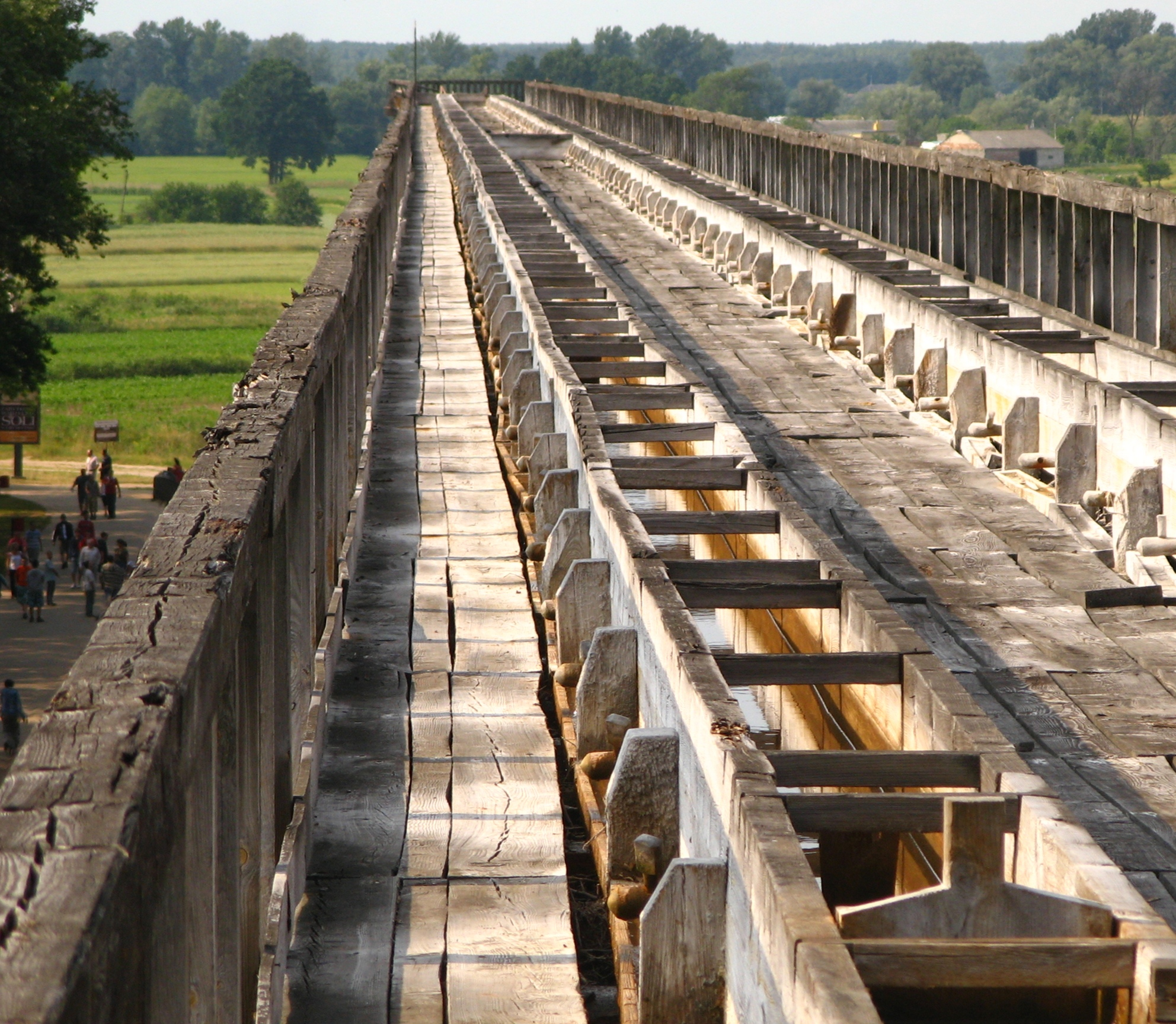
上部
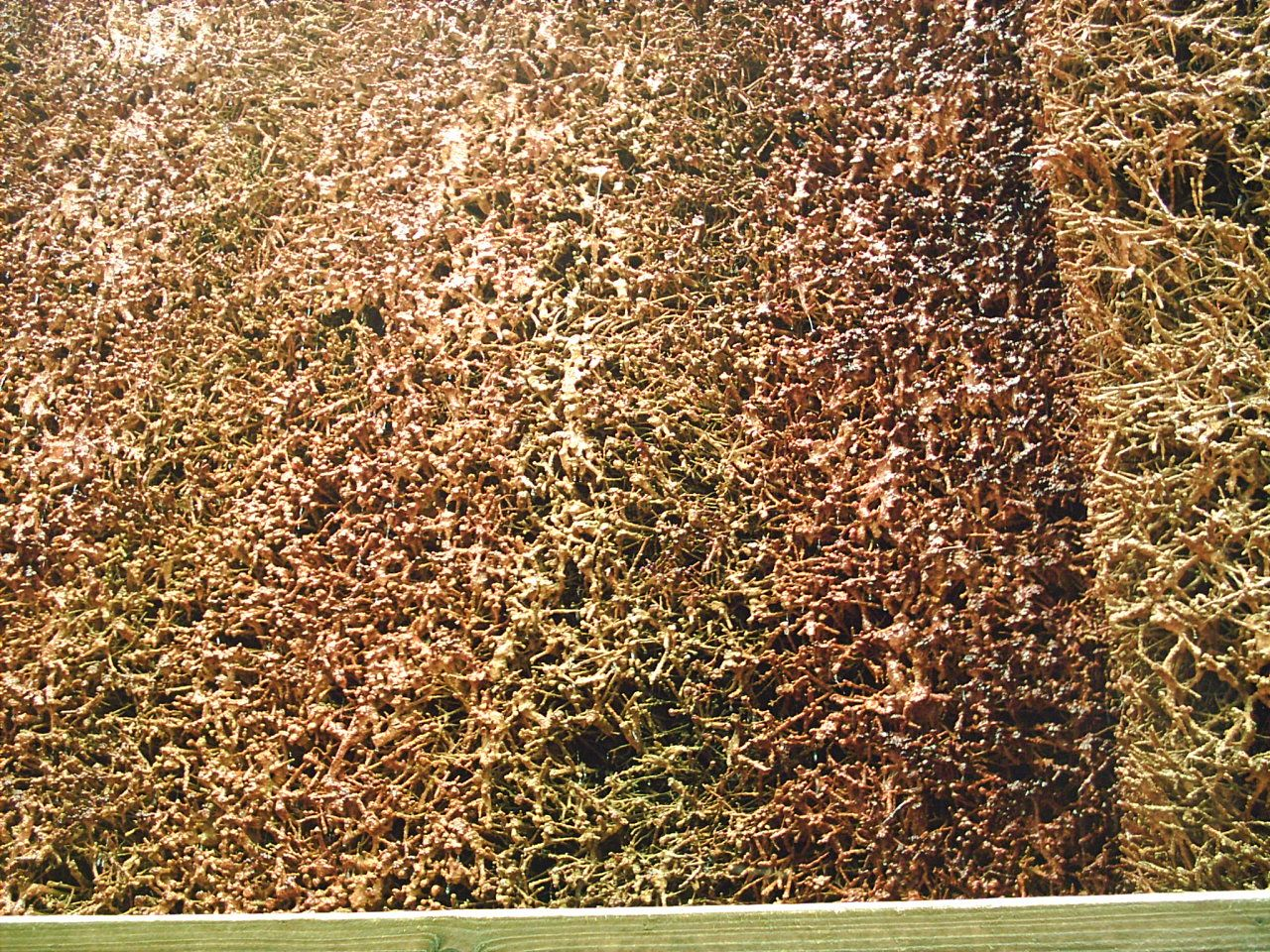
壁を拡大した写真
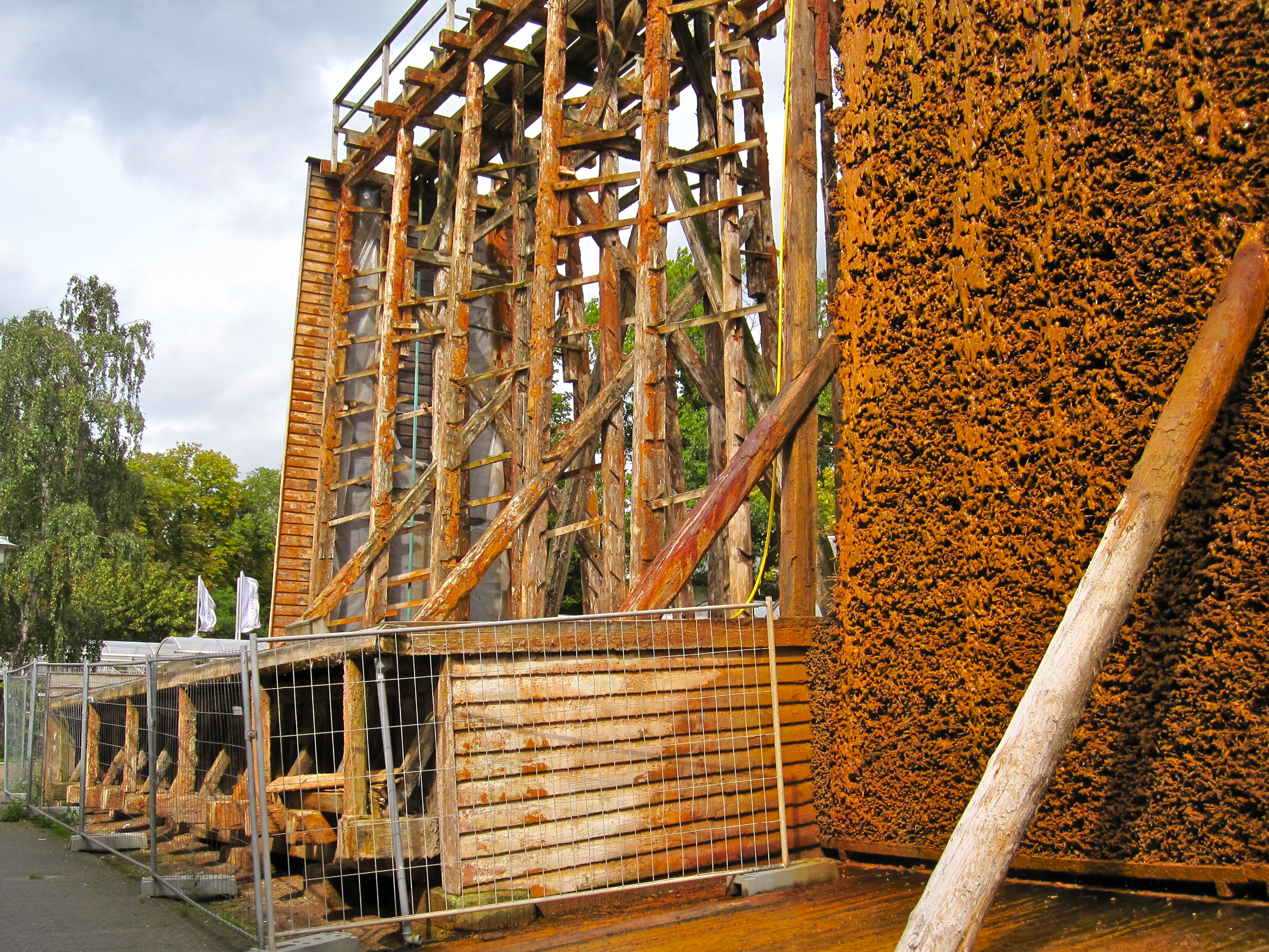
枝条架の交換作業
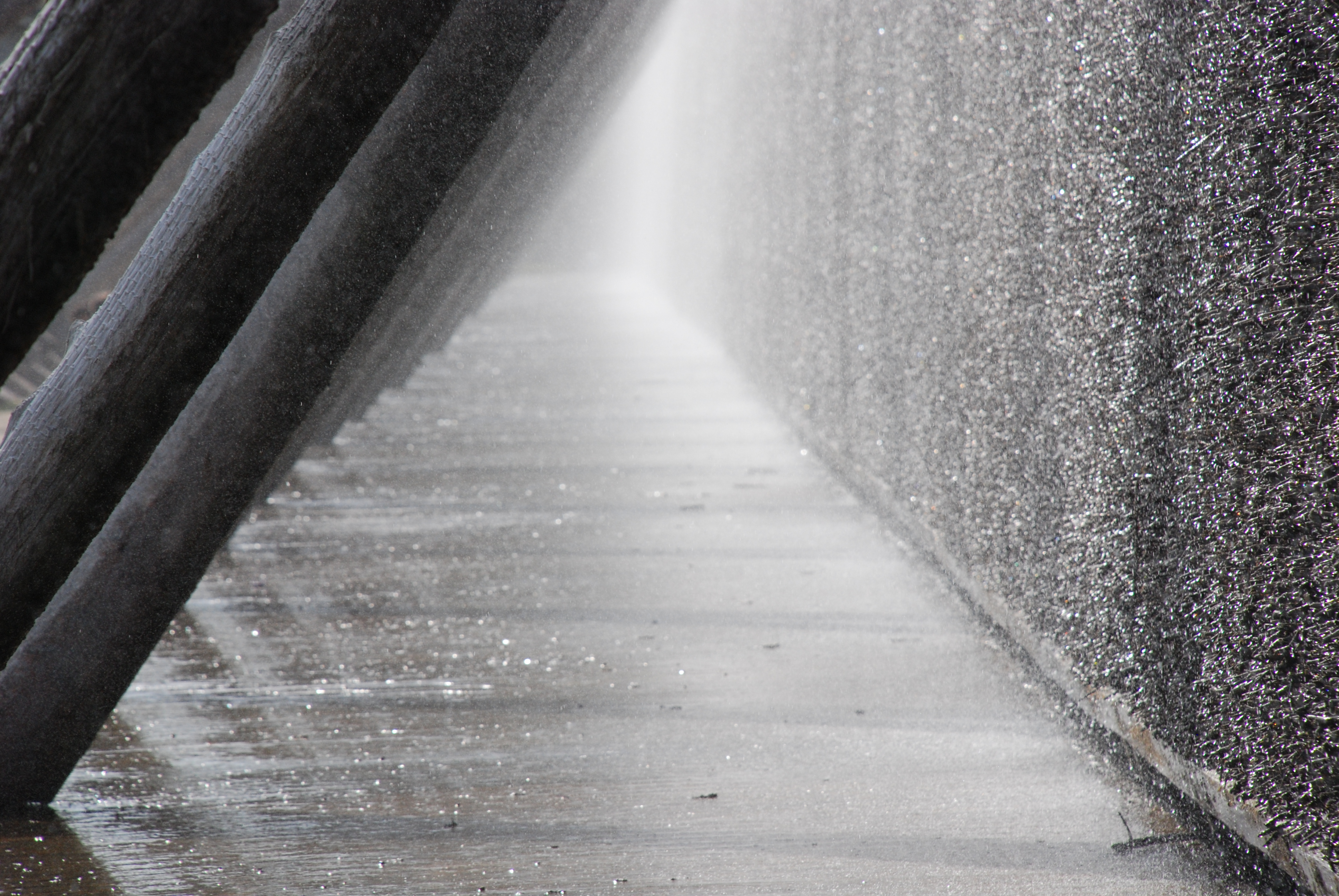
使用状況
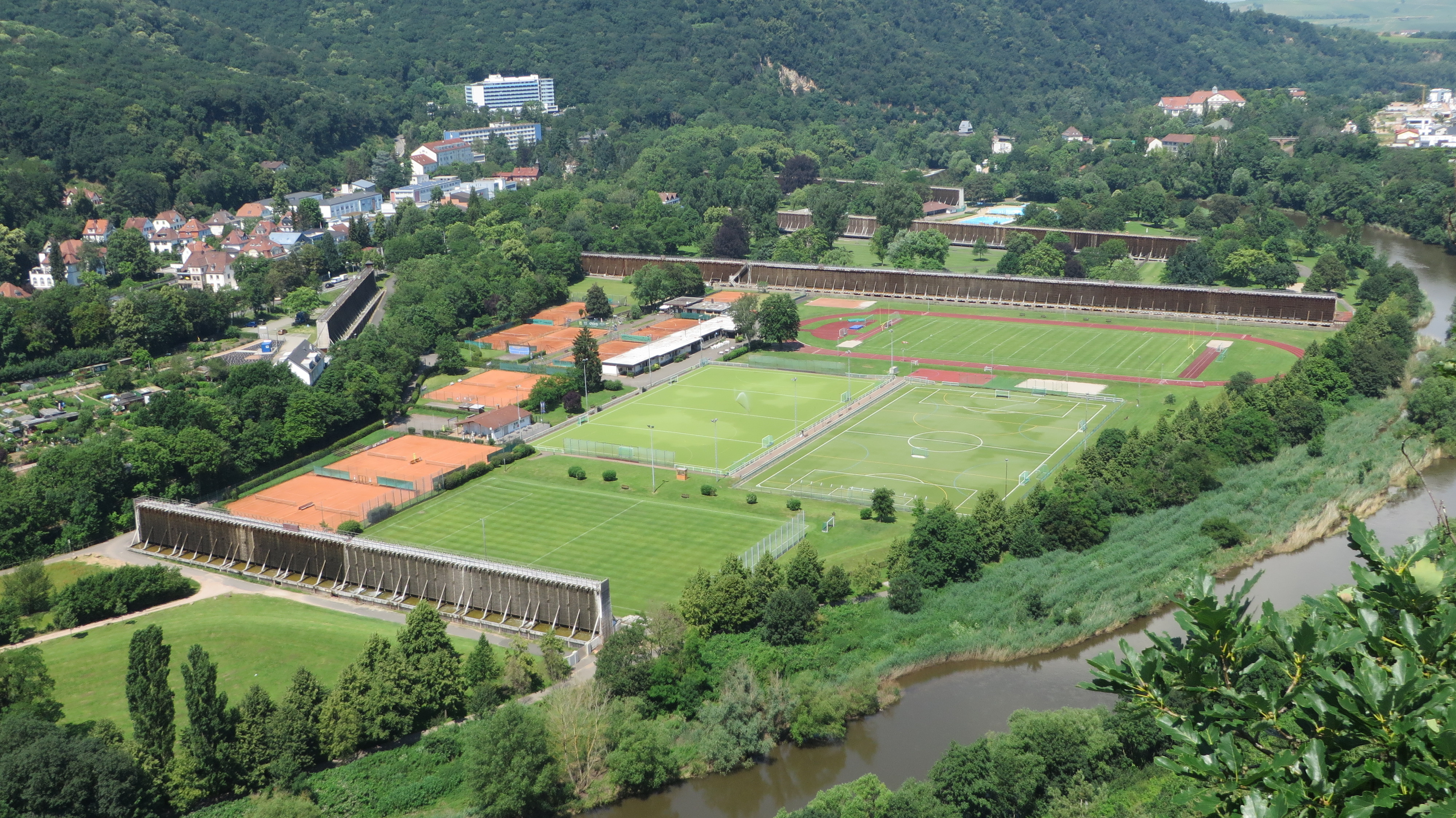
バート・クロイツナハの施設

紋章
他の塩の生産地で使用される塩の結晶を象った塩 (紋章)、職人が使う塩鉤などの紋章のように、グラディアヴェルクも紋章として取り入れられている。

バート・ローテンフェルデ
ポーランド、チェホチネク（英語版）